# Аббатство Даунтон 3
«Аббатство Даунтон 3» — будущий драматический фильм режиссёра Саймона Кёртиса по сценарию Джулиана Феллоуза. Фильм является продолжением картины «Аббатство Даунтон. Новая эра» 2022 года, также третий и последний полнометражный фильм в серии.
Премьера фильма запланирован на 12 сентября 2025 года.

## Сюжет
Подробности сюжета держатся в секрете. 

## В ролях
- Хью Бонневилль — Роберт Кроули, 7-й граф Грэнтэм.
- Лора Кармайкл — леди Эдит Пелэм (урождённая Кроули), маркиза Хексем.
- Джим Картер — Чарльз Карсон.
- Брендан Койл — Джон Бэйтс.
- Хью Дэнси — Джек Барбер
- Мишель Докери — леди Мэри Тэлбот (урождённая Кроули).
- Кевин Дойл — Джозеф Мозли.
- Майкл С. Фокс — Энди Паркер.
- Джоан Фроггатт — Анна Бэйтс.
- Гарри Хэддон-Пэтон — Берти Пелэм, 7-й маркиз Хексем.
- Лора Хэддок — Мирна Далглиш.
- Роб Джеймс-Колльер — Томас Барроу.
- Аллен Лич — Том Брэнсон.
- Филлис Логан — Элси Хьюз.
- Элизабет Макговерн — Кора Кроули, графиня Грэнтэм.
- Софи Макшера — Дэйзи Мейсон.
- Таппенс Мидлтон — Люси Брэнсон.
- Лесли Никол — Берил Пэтмор.
- Имельда Стонтон — Мод, леди Бэгшоу.
- Доминик Уэст — Гай Декстер.
- Пенелопа Уилтон — Изобел Грей, леди Мертон.
- Саманта Бонд — Розамунд Пейнсвик.
- Сью Джонстон — Глэдис Денкер.
- Пол Джаматти — Гарольд Левинсон, младший брат Коры
- Джоэли Ричардсон
- Алессандро Нивола
- Саймон Рассел Бил

## Производство
В марте 2024 года Имельда Стонтон, исполнительница роли Мод, подтвердила, что третий полнометражный, заключительный фильм сериала «Аббатство Даунтон» находится в разработке, и основной актёрский состав повторит свои роли из предыдущего фильма.
В мае было объявлено, что Пол Джаматти и Доминик Уэст снова исполнят роли Гарольда Левинсона и Гая Декстера соответственно, а также Джоэли Ричардсон, Алессандро Нивола, Саймон Рассел Бил и Арти Фрушан присоединились к актёрскому составу в нераскрытых ролях.
Основные съёмки начались 13 мая 2024 года.
Премьера фильма в кинотеатрах запланирована на 12 сентября 2025 года.